# Aldobrandino II d'Este
Aldobrandino II d'Este (neix a Bolonya i morí el 26 de juliol de 1326). Fou Senyor de Ferrara i marquès de Ferrara des de 1317 a 1326.
Fill d'Obizzo II d'Este i de Jacobina Fieschi, néboda del Papa Adrià V.
Va ser senyor de Ferrara després d'un període de lluites per la supremacia de la ciutat que va veure a la dinastia dels Estenses (d'Este) obligats a deixar el poder durant qüasi nou anys; en la darrera d'aquestes lluites va ser obligat a rendir-se a les forces del Papa. A la mort del seu germà Azzo VIII d'Este, es convertí formalment en marquès de Ferrara. En 1317 Aldobrandino II tornà a guanyà el domini sobre la ciutat.

## Matrimoni i descendència
Es casà amb Alda Rangoni i Lupi de Soragna (morí en 1325)
- Alisa d'Este (morta en 1329) es casà amb Rinaldo Bonacosi, senyor de Màntua.
- Nicolò I d'Este (morí en 1344) marquès de Ferrara i es casà amb Beatriu Gonzaga (morí en 1335).
- Obizzo III d'Este (1294-1352) marquès de Ferrara.
- Rinaldo II d'Este (1290-1331) Condottiero, marquès de Ferrara. Es casà dues vegades, la primera amb Lucrecia de Barbiano i després amb Orsolina Macaruffi.